# Chase (Kansas)
Pour les articles homonymes, voir Chase.
Chase est une ville américaine située dans le comté de Rice, au Kansas. Selon le recensement de 2020, sa population est de 396 habitants.